# العمل الطلابي ضد التدخين
العمل الطلابي ضد التدخين SWAT
هي مجموعات مستقلة تنتشر في جميع أنحاء الولايات المتحدة تعمل على تثقيف وتوحيد الطلاب ضد التلاعب المزعوم واستهداف شركات التبغ للشباب. حيث تدار أقسام مجموعات العمل الطلابي بشكل مستقل من ولاية إلى أخرى.
أنشئت أول مجموعة طلابية تعمل ضد التدخين في مدارس فلوريدا عام 1998. ولتطبيق هذا البرنامج على كافة الأصعدة وعلى مستوى القاعدة الشعبية اختارت ولاية فلوريدا 10 شباب لقيادة البرنامج على مستوى الولاية، ومنهم كليفلاند روبنسون.
كما قامت ولاية فلوريدا عام 1997 بتسوية دعوى قضائية ضد شركات التبغ مقابل 11.3 مليار دولار (حيث تم زيادتها لاحقًا إلى أكثر من 13 مليار دولار) لتدفع على مدار 25 عامًا. إذ قام الحاكم آنذاك لوتون تشيليز بتحويل الأموال التي تم ربحها لتمويل برنامج حكومي لمنع التدخين بين الشباب.
تواصل أولى مجموعات العمل الطلابي ضد التدخين بحملاتها في مدارس فلوريدا منذ عام 1998 تحت اشراف أربعة منسقين إقليميين كما تلقت فلوريدا في عام 2005 اتفاقًا اخر بشأن التدخين وفي 7 نوفمبر 2006، إذ صوّت سكان فلوريدا لإقرار التعديل الرابع الذي يتطلب استخدام 15% (57 مليون دولار) من الاتفاق لتمويل برنامج التثقيف والوقاية من التدخين على مستوى الولاية. إذ جاء هذا التمويل للمحاولات الفردية لوقف التدخين لتنفق بحسب تقديرهم.
ووفقًا لكتاب "انضم إلى النادي" للكاتبة لتينا روزنبرغ، فإن المعلومات حول دعاية صناعة التبغ والتلاعب بالشباب (مثل حملة جو كاميل الإعلانية) تهدف إلى جعل الشباب مدمنين على التبغ كانت أداة العلاقات العامة الأكثر فعالية في حملة العمل الطلابي ضد التدخين في فلوريدا. ووصفت كيف تم تشويه قوات التدخل السريع تدريجياً بعدما أصبح جيب بوش حاكماً وبدأت الهيئة التشريعية في خفض التمويل. أما الحملة الحالية، التي تديرها وزارة الصحة في فلوريدا، تستخدم فقط المعلومات مما جعلها أقل فعالية في الحد من التدخين بين المراهقين.
كما وصفت روزنبرغ في كتابها  البحث الذي أجرته مؤسسة RTI International والذي يوضح أن هناك معتقدين فقط يرتبطان فعليًا بانخفاض معدل التدخين بين المراهقين:
1) كذب شركات السجائر.
2) محاولة شركات السجائر في إقناع الشباب بالبدء في التدخين.
بيّنت روزنبرغ في كتابها أن قطاعات صناعة التبغ قبلت مناقشة مسائل الإدمان والآثار الصحية والتكاليف الاجتماعية، وذلك بسبب فشلها في هذه المجالات. يُمكن أيضًا أن تكون الولايات في تلك الفترة قد قبلت هذه المسائل في اتفاقية التسوية الرئيسية لعدم وجود بدائل أفضل معروفة لهما.
يذكر أن هناك برامج أخرى متشابهة، على الرغم من وجود اختلاف في الاسم في بعض الأحيان، في ولايات أخرى مثل ميشيغان ونيويورك وأوكلاهوما.